# Усман Улуг-Султан
Усман Улуг-Султан (д/н — 1212) — останній каган Західнокараханідського ханства у 1202—1212 роках. Повне ім'я Усман Улуг-Султан ас-Салатін ібн Ібрагім.

## Життєпис
Походив з гасанідської гілки династії Караханідів. Син кагана Ібрагіма IV. Посів трон 1202 року. Зберігав мирні відносини з каракитаями і хорезмшахом Мухаммедом II.
1206 року з посиленням Хорезму взяв бік Каракитайського ханства. Того ж року брав участь в успішній кампанії проти хорезмшаха. Втім у 1207 році зазнав поразки від хорезмійців та втратив Бухару. У 1209 році вимушений був визнати зверхність Хорезму.
В січні 1210 року брав участь в битві на рівнині Іламиш за річкою Сирдар'я, де каракитайські війська зазнали поразки. З цього часу вимушений був протистояти намірам хорезмшаха остаточно загарбати Мавераннахр. 1212 року повстав проти Мухаммеда II, але війська того після запеклого спротиву захопили Самарканд. Усмана Улуг-Султана було страчено, а його володіння приєднано до Хорезму.